# Izvijač
Izvijač je ročno orodje, namenjeno ročnemu privijanju ali odvijanju vijakov - za les ali kovino. 

## Vrste izvijačev
- ploski ali ploščati (za vijake, ki imajo ravno vreznino na glavi) in ima pomembno funkcijo v strojništvu.
- križni (za vijake, ki imajo na glavi vreznino v obliki križca)
- imbus (za vijake, ki imajo na glavi vdolbino oblike šestkotnika)
- Tri-wing (Za vijake, ki imajo na glavi vreznino s tremi vdolbinami)